# 헝거 (2022년 영화)
《헝거》는 2022년에 개봉한 대한민국의 영화이다.

## 캐스팅
- 김유나 : 유지 역
- 하시연 : 도희 역
- 정민정 : 서진 역
- 최윤우 : 유민 역